# Juan Botella Asensi
Juan Botella Asensi, (18 juin 1884, Alcoy, Alicante)-19 juin 1942, Mexico) est un avocat et homme politique espagnol. 
Il exerça de septembre à novembre 1933 comme ministre de la Justice sous la Seconde République.